# Jenő Fuchs
Dr. Jenő Fuchs (29. října 1882 Budapešť – 14. března 1955 tamtéž) byl maďarský sportovní šermíř, specialista na šerm šavlí.
Narodil se v Budapešti v židovské rodině. Vyhrál soutěž jednotlivců i družstev na Letních olympijských hrách 1908 i Letních olympijských hrách 1912. Jeho celková olympijská bilance byla 22 vítězství, dvě prohry a jedna remíza.
V roce 1982 byl posmrtně uveden do Mezinárodní síně slávy židovských sportovců.